# انبعاث صوتي
الانبعاث الصوتي (بالإنجليزية: Acoustic emission)، هي ظاهرة إشعاع الموجات الصوتية (المرنة) في المواد الصلبة التي تحدث عندما تخضع مادة ما لتغييرات لا رجعة فيها في هيكلها الداخلي، على سبيل المثال نتيجة لتشكيل الشقوق أو تشوه البلاستيك بسبب التقادم أو التدرجات الحرارية أو الخارجية القوى الميكانيكية. على وجه الخصوص، يحدث الانبعاث الصوتي أثناء عمليات التحميل الميكانيكي للمواد والهياكل مصحوبة بتغييرات هيكلية تولد مصادر محلية للموجات المرنة . ينتج عن هذا إزاحة صغيرة لسطح مادة تنتجها موجات  تتولد عندما يتم إطلاق الطاقة المرنة المتراكمة في مادة ما أو على سطحها بسرعة. تعتبر الموجات الناتجة عن مصادر الانبعاث الصوتي ذات أهمية عملية في مراقبة الصحة الهيكلية (SHM) ، ومراقبة الجودة، وردود الفعل على النظام، ومراقبة العمليات وغيرها من المجالات. في تطبيقات SHM ، يتم استخدام الانبعاث الصوتي عادةً لاكتشاف وتحديد موقع  وتوصيف  الضرر.

## الظواهر
الانبعاث الصوتي هو الموجات المرنة العابرة داخل المادة، الناتجة عن الإطلاق السريع لطاقة الإجهاد الموضعية. مصدر الحدث هو الظاهرة التي تطلق طاقة مرنة في المادة، والتي تنتشر بعد ذلك كموجة مرنة. يمكن الكشف عن البث الصوتي في نطاقات التردد الأقل من 1 كيلوهرتز، وتم الإبلاغ عنها بترددات تصل إلى 100 ميغاهيرتز، ولكن معظم الطاقة الصادرة ضمن 1 كيلو هرتز إلى 1 نطاق ميغاهيرتز. تولد الأحداث السريعة التي تطلق الإجهاد مجموعة من موجات الإجهاد تبدأ من 0 هرتز، وعادة ما تسقط في عدة ميغا هرتز.
التطبيقات الثلاثة الرئيسية لتقنيات الانبعاث الصوتي هي:
1) موقع المصدر - تحديد المواقع التي وقع فيها مصدر الحدث.
2) الأداء الميكانيكي المادي - تقييم وتمييز المواد أو الهياكل ؛
3) مراقبة الامان - مراقبة التشغيل الآمن لمنشأة، على سبيل المثال، الجسور وحاويات الضغط وخطوط الأنابيب، إلخ.
ركزت الأبحاث الحديثة على استخدام الانبعاث الصوتي ليس فقط لتحديد موقع آليات المصدر ولكن أيضًا لتوصيفها  مثل نمو الشقوق، والاحتكاك، والتفكيك، وتكسير المصفوفة، وما إلى ذلك. هذا من شأنه أن يمنح الانبعاث الصوتي القدرة على إخبار المستخدم النهائي بآلية المصدر الموجودة والسماح لهم بتحديد ما إذا كانت الإصلاحات الهيكلية ضرورية.
يمكن أن يكون الانبعاث الصوتي مرتبط بإطلاق لا رجعة فيه للطاقة. يمكن أيضًا أن يتولد من مصادر لا تتضمن عطلًا في المواد، بما في ذلك الاحتكاك ، التجويف والتأثير.

## الاستخدامات
عادةً ما يتم تطبيق الانبعاثات الصوتية على الاختبارات غير المدمرة للمواد بين 100 كيلو هرتز و 1 ميغا هيرتز. على عكس الاختبار التقليدي بالموجات فوق الصوتية، تم تصميم أدوات التعريض الضوئي التلقائي لمراقبة الانبعاثات الصوتية التي تنتجها المادة أثناء الفشل أو الإجهاد، وليس على تأثير المواد على الموجات المتولدة خارجيًا. يمكن توثيق الفشل الجزئي أثناء المراقبة غير المراقبة. تشكل مراقبة مستوى نشاط الانبعاث الصوتي أثناء دورات التحميل المتعددة الأساس للعديد من طرق فحص سلامة الانبعاث الصوتي، والتي تسمح للأجزاء التي تخضع للفحص بالبقاء في الخدمة.
يتم استخدام هذه التقنية، على سبيل المثال، لدراسة تكوين الشقوق أثناء عملية اللحام، بدلاً من تحديد موقعها بعد تشكيل اللحام باستخدام تقنية الاختبار بالموجات فوق الصوتية الأكثر شيوعًا. في مادة تحت الضغط النشط، مثل بعض مكونات الطائرة أثناء الطيران، يمكن للمحولات المركبة في منطقة ما أن تكتشف تكوين صدع في اللحظة التي يبدأ فيها بالانتشار. يمكن استخدام مجموعة من المحولات لتسجيل الإشارات، ثم تحديد المنطقة الدقيقة لمصدرها عن طريق قياس الوقت الذي يستغرقه الصوت للوصول إلى محولات طاقة مختلفة. تعد هذه التقنية مفيدة أيضًا في اكتشاف التشققات المتكونة في أوعية الضغط  وخطوط الأنابيب التي تنقل السوائل تحت ضغوط عالية. كما تستخدم هذه التقنية لتقدير التآكل في الهياكل الخرسانية المسلحة.
بالإضافة إلى الاختبار غير المتلف، فإن مراقبة الانبعاثات الصوتية لها تطبيقات في مراقبة العملية. تشمل التطبيقات التي تم فيها استخدام مراقبة الانبعاث الصوتي بنجاح اكتشاف الحالات الشاذة في الطبقات المميعة، ونقاط النهاية في تحبيب الدفعات.
تم تطوير معايير استخدام الانبعاثات الصوتية للاختبار غير المدمر لأوعية الضغط من قبل الجمعية الامريكية للمهندسين الميكانيكيين (ASME) و المنظمة الدولية للمعايير (ISO) والجماعة الأوروبية.

## روابط خارجية وقراءات إضافية
- History of the Latin American Working Group on Acoustic Emission.
- Wolfgang Sachse, Kusuo Yamaguchi, James Roget, AEWG (Association) books.google.co.uk 100 page entries from search criteria : AE within this text ((ردمك 0-8031-1389-7))
- Christian U. Grosse؛ Masayasu Ohtsu، المحررون (2008). Acoustic Emission Testing. Springer Verlag. ISBN:978-3-642-08937-4.
- Cole, P. T. (1988). Series: The Capabilities and Limitations of NDT Part 7. Acoustic Emission (INST087). British Institute of Non-Destructive Testing. ISBN:978-0-903132-08-4.